# Wu Wenjun
Wu Wenjun ( 12 de mayo de 1919 - 7 de mayo de 2017), también conocido comúnmente como Wu Wen-tsün, fue un matemático, historiador y escritor chino. Fue profesor de la Academia de Ciencias de China (CAS), mejor conocido por el método de conjunto de características de Wu.

## Biografía
La ciudad natal ancestral de Wu era Jiashan, Zhejiang. Nació en Shanghái y se graduó de la Universidad Jiao Tong de Shanghái en 1940. En 1945, Wu enseñó durante varios meses en la Universidad de Hangchow (más tarde fusionada con la Universidad de Zhejiang ) en Hangzhou .
En 1947, viajó a Francia para continuar sus estudios en la Universidad de Estrasburgo. En 1949, recibió su doctorado, por su tesis Sur les classes caractéristiques desstructures fibrées sphériques (Sobre las clases características de las estructuras de fibras esféricas), escrita bajo la dirección de Charles Ehresmann. Trabajó posteriormente en París con René Thom y descubrió la clase de Wu y la fórmula de Wu en topología algebraica. En 1951 fue designado para un puesto en la Universidad de Pekín. Wu, sin embargo,  pudo haber sido parte de una ola de retiros de académicos chinos que trabajaban en Occidente luego de la expulsión de Chiang Kai-shek del continente en 1949, según el testimonio de un testigo presencial de Marcel Berger, ya que desapareció de Francia de improviso sin informar a nadie.

## Honores y premios
En 1957, fue elegido académico de la Academia China de Ciencias. En 1986 fue orador invitado del Congreso Internacional de Matemáticos en Berkeley. En 1990, fue elegido académico de la Academia Mundial de Ciencias (TWAS).
Junto con Yuan Longping, el presidente Jiang Zemin le otorgó el Premio Estatal Preeminente de Ciencia y Tecnología en 2000, cuando comenzó a otorgarse este premio científico y tecnológico más importante de China. También recibió el Premio TWAS en 1990 y el Premio Shaw en 2006. Fue el presidente de la sociedad china de matemáticas. Murió el 7 de mayo de 2017, 5 días antes de cumplir 98 años.

## Investigación
La investigación de Wu incluye los siguientes campos: topología algebraica, geometría algebraica, teoría de juegos, historia de las matemáticas, demostración automatizada de teoremas. Sus contribuciones más importantes son a la topología algebraica. La clase Wu y la fórmula Wu llevan su nombre. En el campo de la demostración automatizada de teoremas, es conocido por el método de Wu.
También participó activamente en el campo de la historia de las matemáticas chinas. Fue el editor en jefe de la Gran Serie de Matemáticas Chinas de diez volúmenes, que cubre el tiempo desde la antigüedad hasta la última parte de la dinastía Qin .

## Publicaciones
- Wen-Tsun, Wu:Rational Homotopy Type: A Constructive Study Via the Theory of the I*-Measure ISBN 0-387-13611-8
- Wen-tsun, Wu & Min-de, Cheng, CHINESE MATHEMATICS INTO THE 21ST CENTURY
- Wen-tsun, Wu, A THEORY OF IMBEDDING IMMERSION AND ISOTOPY OF POLYTOPES IN A EUCLIDEAN SPACE
- Wen-tsun, Wu, Mechanical Theorem Proving in Geometries. ISBN 3211825061
- Wen-Tsun, Wu; Georges Reeb: Sur Les Espaces Fibrés Et Les Variétés Feuilletées
- SELECT WORKS OF WEN-TSUN WU ISBN 9789812791078
- Wen-tsun, Wu: Mathematics Mechanization: Mechanical Geometry Theorem-Proving, Mechanical Geometry Problem-Solving and Polynomial Equations-Solving ISBN 0-7923-5835-X
- Wen-Tsun, Wu, and Hu Guo-Ding, eds, Computer Mathematics ISBN 9810215282 .